# 林兼造船
林兼造船株式会社（はやしかねぞうせん）は、山口県下関市に本社を置いていた造船会社。

## 概要
1916年（大正5年）に中部鉄工所として創業、1919年（大正8年）に林兼造船鉄工所となった。大洋漁業（後のマルハ、現・マルハニチロ）系列の造船所として、下関工場では捕鯨船を含む大型漁船を多数建造し、捕鯨や遠洋漁業の衰退後はフェリー、特殊船を建造した。戦後に買収した長崎工場では、漁船や貨物船を主に建造していた。
オイルショックとその後の造船不況、為替相場の円高などの影響を受け、1987年（昭和62年）12月に解散した。

## 工場

### 下関工場
創業時の工場（第一工場）は、下関駅の北側に存在した。1936年（昭和11年）に彦島本村町に第二工場を建設、1938年（昭和13年）には彦島南端の田の首に第三工場を建設した。下関工場では1947年（昭和22年）建造の関丸以降、1961年（昭和36年）までに32隻の捕鯨船を建造、運搬船、トロール船なども多数建造した。その後、捕鯨の衰退により、1965年（昭和40年）を最後に捕鯨船の建造を終了、その後はフェリーや特殊船などを建造した。
第二工場は、新林兼を経てサンセイが継承し、船舶修理を中心に稼働しており、捕鯨船団の目視採取船の定期修理も受注している。現在も戦前に作られた階段状の側壁が特徴のドックが使用されている。第三工場の跡地は建屋が放置され廃墟となっていたが、2002年（平成14年）に解体された。サニックスが廃プラスチック発電所を中心とした複合施設「彦島リサイクルガーデン」の建設を計画、2004年（平成16年）に稼働開始を予定したが、反対運動により建設は撤回された。その後、船舶用装置・構造物メーカーの共立機械製作所が進出し同社の下関工場となった。

### 長崎工場
倒産した川南工業の深堀造船所を1965年（昭和40年）に購入して発足した。当初は漁船や1万トン級の貨物船を建造していたが、1973年（昭和48年）に船台拡張以降は大型ばら積み貨物船、パナマックスタンカーなどを建造した。長崎市でも三菱重工業長崎造船所に次ぐ中堅の造船所で、有力企業の一つだったが、造船不況による運輸省（現・国土交通省）の造船業界安定基本計画に基づき、設備削減が進められた。工場閉鎖の可能性もあったため、長崎市の政財界による陳情も行われたが、1980年（昭和55年）1月に閉鎖が決定した。工場の一部は林兼船渠として独立して存続し、残りは特定船舶製造安定事業協会が買い上げた後、三菱長崎機工および中田組（現ナカタ・マックコーポレーション）に継承された。1992年（平成4年）、林兼船渠が台湾のエバーグリーン・グループに買収され、長栄造船となる。2004年に福岡造船に売却され、同社の長崎工場となった。

## 主な建造船

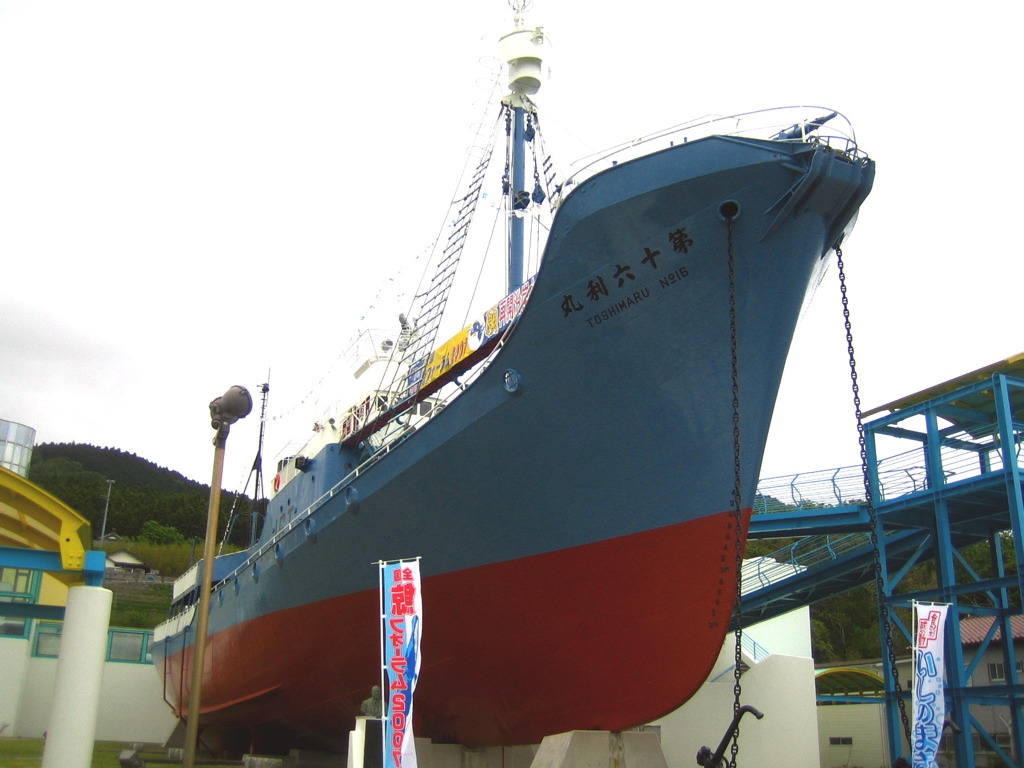
第十六利丸（2007年6月2日）

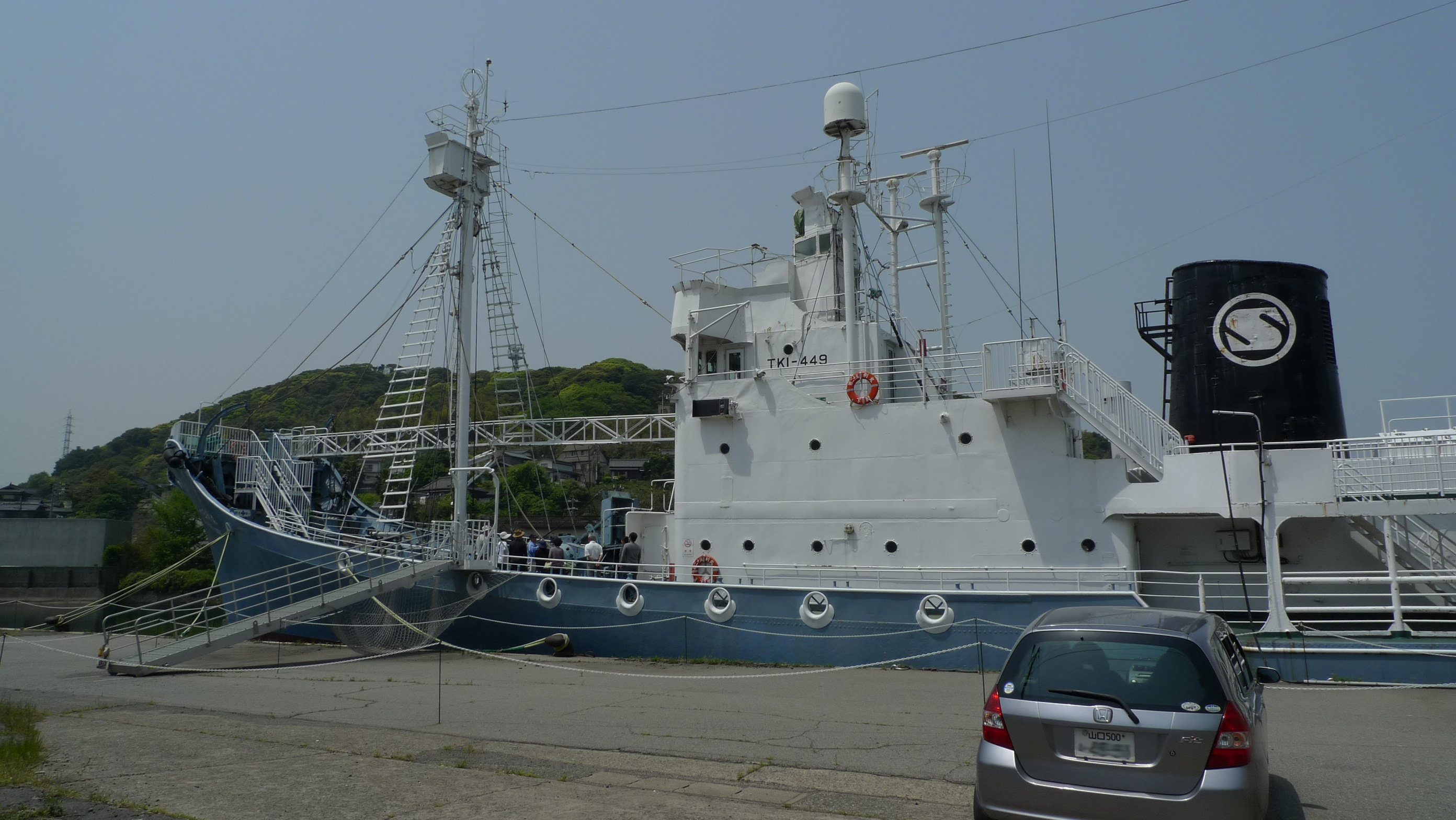
第二十五利丸（2010年5月4日）

### 捕鯨船
1946年から1964年にかけて32隻の捕鯨船（キャッチャーボート）、6隻の冷凍船を建造した。
大洋漁業（後にマルハ、現・マルハニチロ）
- 第三十二播州丸 - 冷凍船
- 第三十五播州丸 - 冷凍船
- 第三十六播州丸 - 冷凍船
- 関丸（1948年2月竣工）
- 第七文丸（1950年9月竣工）
- 第八文丸（1950年10月竣工）
- 第十一文丸（1951年8月竣工）[8]
- 第十一関丸（1951年10月竣工）
- 第十二文丸（1951年11月竣工）
- 第十二関丸（1952年7月竣工）
- 第十五文丸（1952年9月竣工）
- 第十五関丸（1953年7月竣工）
- 第十六文丸（1954年9月竣工）
- 第十六関丸（1955年9月竣工）
- 第十七文丸（1958年10月竣工）
- 第十八文丸（1956年9月竣工）
- 第十七関丸（1956年9月竣工）
- 第三十三播州丸（1956年11月竣工） - 冷蔵船
- 第十八関丸（1957年8月竣工）
- 第十二利丸（1957年10月竣工）
- 第十五利丸（1957年11月竣工）
- 第十六利丸（1958年9月竣工）
- 第十七利丸（1958年10月竣工）[9]
- 第十八利丸（1958年11月竣工）
- 第五文丸（1960年5月竣工）
- 第六文丸（1960年3月竣工）
- 第二十五利丸（1962年9月竣工）
- 第一三播州丸（1964年9月竣工） - 冷蔵船
- 第一五播州丸（1964年12月竣工） - 冷蔵船

日東捕鯨
- 隆邦丸（1956年6月竣工）
- 第三隆邦丸（1959年6月竣工）
- 第五隆邦丸（1961年5月竣工）

日本近海捕鯨
- 勝丸（1956年6月竣工）
- 第七勝丸（1959年12月竣工）
- 第八勝丸（1960年10月竣工）[10]
- 第十勝丸（1961年8月竣工）
- 第十一勝丸（1964年10月竣工）

極洋捕鯨（後に極洋）
- 第二十五京丸（1962年竣工）

北洋捕鯨
- 鷹丸（1960年10月竣工）[11]

コスモス（ノルウェー）
- KOS55（1964年11月竣工）- 1969年に極洋捕鯨に売却し、第二十七京丸に改名。

### フェリー・RORO船
- フェリー阪九（1968年）
- 第六阪九（1968年）
- フェリーゴールド（1970年）
- フェリーパール（1970年）
- フェリーせと（1970年）
- フェリーはりま（1970年）
- 黒潮丸（1971年）
- はまゆう（1971年）
- るぴなす（1971年）
- フェリー屋久島（1971年）

- フェリーかしい（1972年）
- クイーンコーラル (初代)（1972年）
- おりおん（1973年）
- ぺがさす（1973年）
- さっぽろ丸（1974年）
- いせ丸（1974年）
- しま丸（1974年）
- クイーンコーラル2（1975年）

- とうきょう丸（1975年）
- とまこまい丸（1975年）
- ほわいとさんぽう2（1981年）
- クイーンコーラル7（1986年）
- おおあらい丸（1987年）
- ニューあかつき（1992年）
- クイーンコーラル (2代)（1993年）
- フェリーなみのうえ→セウォル（1994年）
- フェリーきかい (2代)（1995年）

### 練習船
- 豊潮丸 (2代)- 広島大学生物生産学部練習船・海洋調査船[12]
- 耕洋丸 (3代) - 水産大学校練習船[13]
- 深江丸 (2代) - 神戸商船大学練習船、後に海技大学校の海技丸 (2代)となる